# آیتوتاکی
آیتوتاکی (به لاتین: Aitutaki) یک جزیره در جزایر کوک است که در اقیانوس آرام واقع شده‌است.

## خصوصیات
آیتوتاکی ۲٬۱۹۴ نفر جمعیت دارد.